# 掌宽

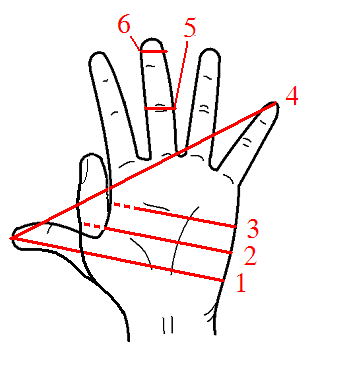
掌宽

掌宽是非国际单位制长度计量单位，可以缩写为“h”或“hh”。1掌宽的長度大約為4英寸（101.6 mm） ，大致與人类手掌的宽度相當。 它也是澳大利亚、加拿大、爱尔兰、英国和美国等國的马的高度的计量单位。不過欧洲大陆以及国际马联馬的計量單位則是米或厘米。